# 科学 (雑誌)
『科学』（かがく）は、岩波書店が発行している月刊雑誌。石原純、寺田寅彦らにより1931年に創刊。

## 概要
1931年4月1日に創刊された（当時の定価は35銭）。創刊当時の編集主任は石原純、編集者は安藤広太郎、岡田武松、柴田桂太、寺田寅彦、小泉丹、柴田雄次、坪井誠太郎で、後に大河内正敏、橋田邦彦、仁科芳雄の諸氏も参加した。
当時の岩波書店の社長の岩波茂雄は、自然科学の向上と普及について哲学の確立と並んで大きな関心を抱いていたが、当時の日本国内に理論雑誌が無かったことが学界でも遺憾とされていることを知ったため、当雑誌を創刊するに至った。以降、日本と世界の科学の歴史を伝えている。
型はイギリスの理論雑誌『Naturwissenshhaft』に倣い、用紙には特別にすかせた、つやの無いアート紙を用いた。